# Beaumont-sur-Oise
Beaumont-sur-Oise [bómon syr oáz] je francouzská obec v departementu Val-d'Oise v regionu Île-de-France, asi 35 km severně od Paříže. V roce 2014 zde žilo 9 663 obyvatel.

## Poloha obce
Severní hranici obce tvoří řeka Oise. Sousední obce jsou: Bernes-sur-Oise, Bruyères-sur-Oise, Nointel, Noisy-sur-Oise, Mours, Persan a Presles.

## Historie
Místo při brodu přes řeku Oise bylo osídleno už ve svrchním paleolitu, později zde vzniklo galské opidum, které roku 57 př. n. l. dobyl Julius Caesar. Koncem císařské doby bylo v údolí město na římské silnici s amfiteátrem, lázněmi, forem a říčním přístavem, archeologické nálezy zde objevily množství hrnčířských pecí. Na ostrohu nad městem byl malý hrad s galsko-římskou hradbou. Ve 3. století bylo město zničeno a teprve počátkem 10. století zde byla založena karolinská kapitula a mniši postavili první kamenný most. Koncem 11. století byla postavena mohutná hranolová obytná věž, vysoká 37 m. Počátkem 13. století připadl Beaumont francouzským králům a roku 1226 dal král Ludvík IX. město ohradit mohutnou hradbou s válcovými věžemi.
V 16. století město rozkvetlo, kapitulní kostel byl přestavěn a dostal mohutnou zvonici. V 18. století byl hrad přestavěn na pevnost s bastiony, brzy však opuštěn a zbourán. Sousední obec Persan byla v 19. století připojena na železnici a začal se překotně rozvíjet průmysl, který význam Beaumontu zastínil.

## Památky
Beaumont je místem rozsáhlých vykopávek z doby římské (amfiteátr, lázně) i ze středověku.
- Kapitulni kostel svatého Vavřince je pětilodní katedrála s rovným závěrem, založená na místě staršího dřevěného kostela v polovině 12. století. V následujících stoletích byl kostel významně rozšířen a v 16. století dostal mohutnou zvonici, loď však byla dokončena až v 19. století. Necitlivá dostavba, která kostel podstatně snížila, byla částečně napravena do konce 19. století, přesto zůstává vnitřek lodi neobvykle tmavý.
- Zbytky hradu Beaumont se středověkým donjonem a pozdějšími opevněními.
- Dům U měsíce (R. Basse de la valée), založený někdy ve 14. století, sloužil jako hotel a stanice královské pošty a dokládá, že tato veřejná služba vznikla už v pozdním středověku.

## Galerie

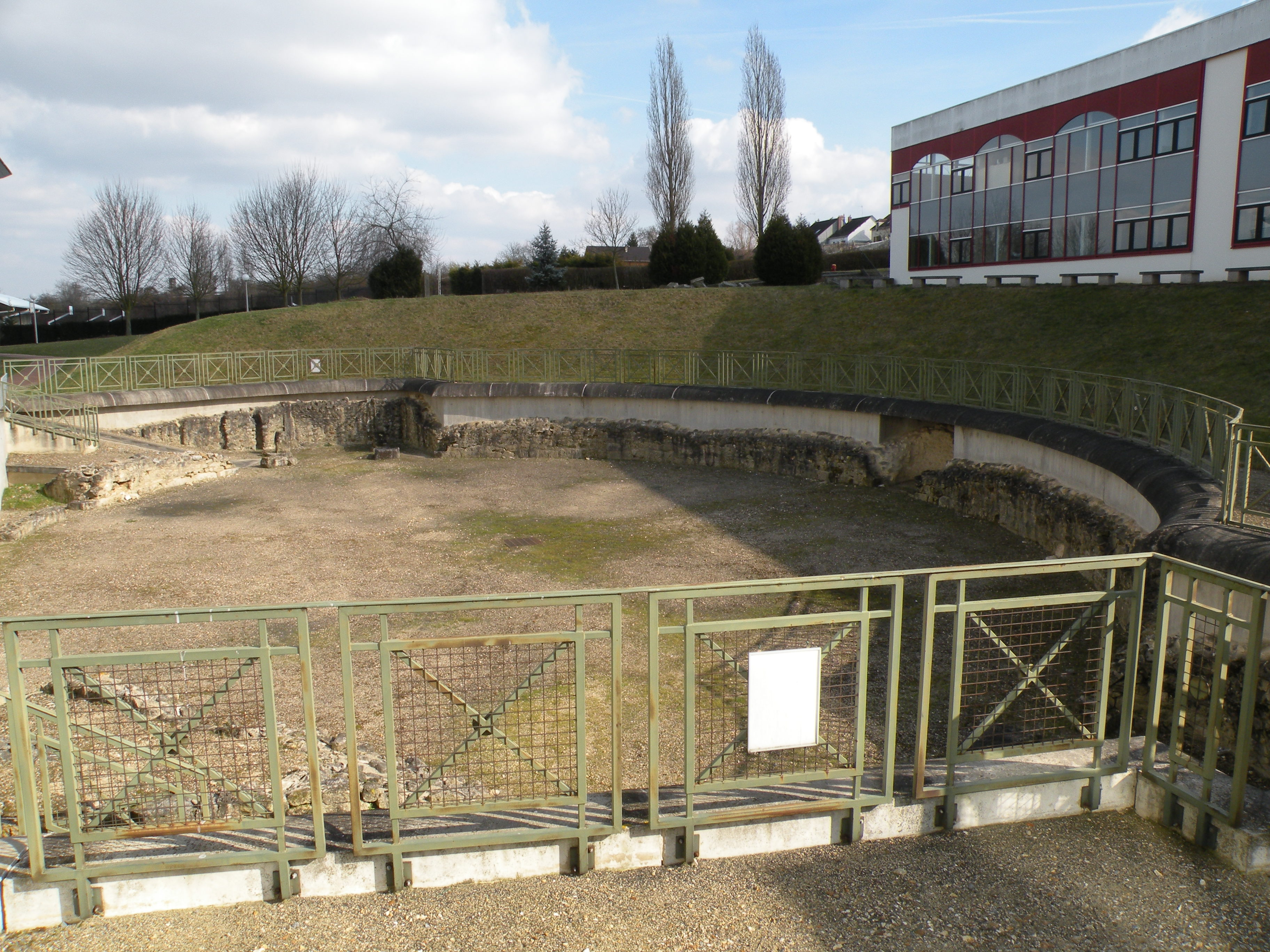
Římské divadlo
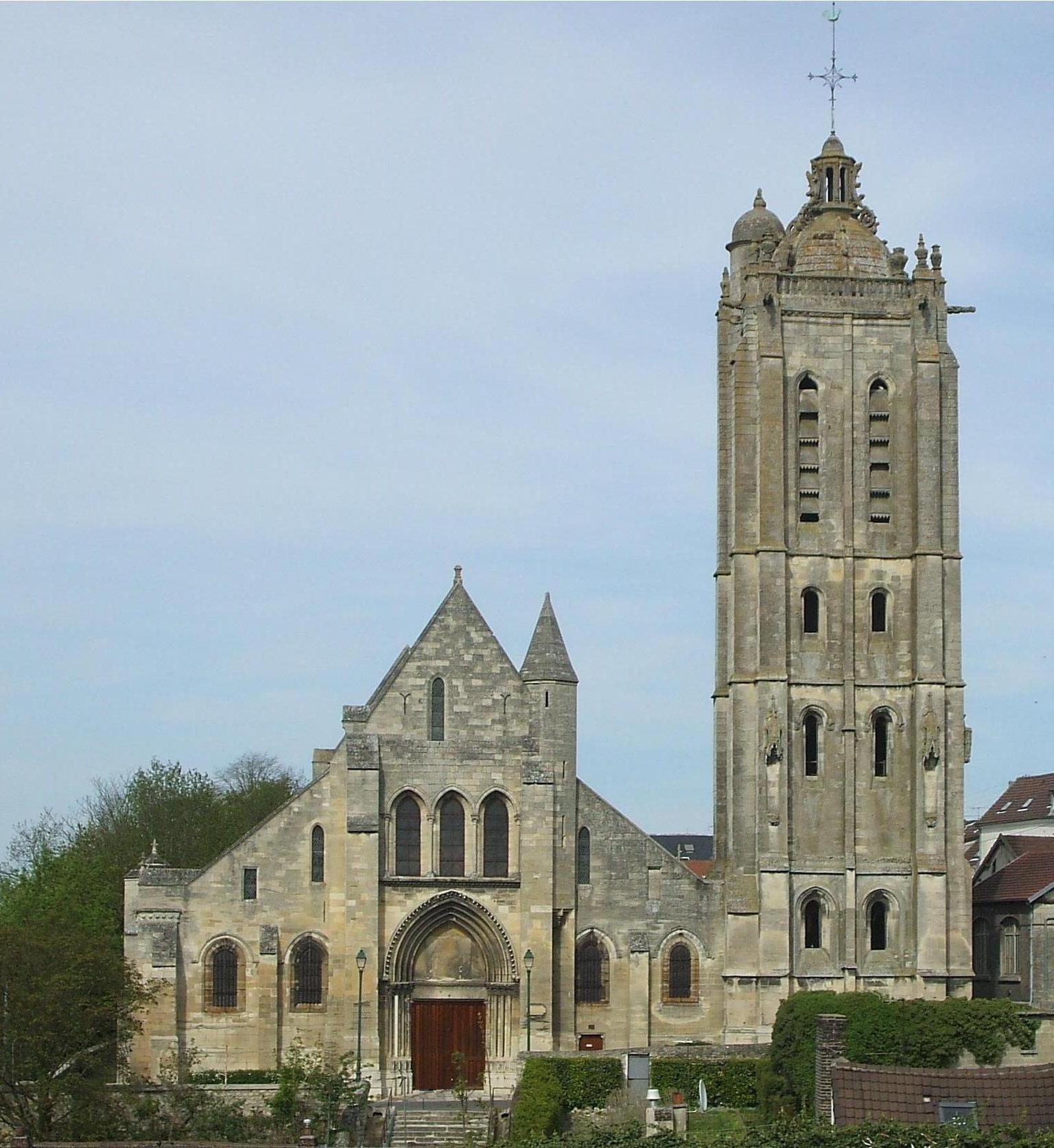
Kostel sv. Vavřince
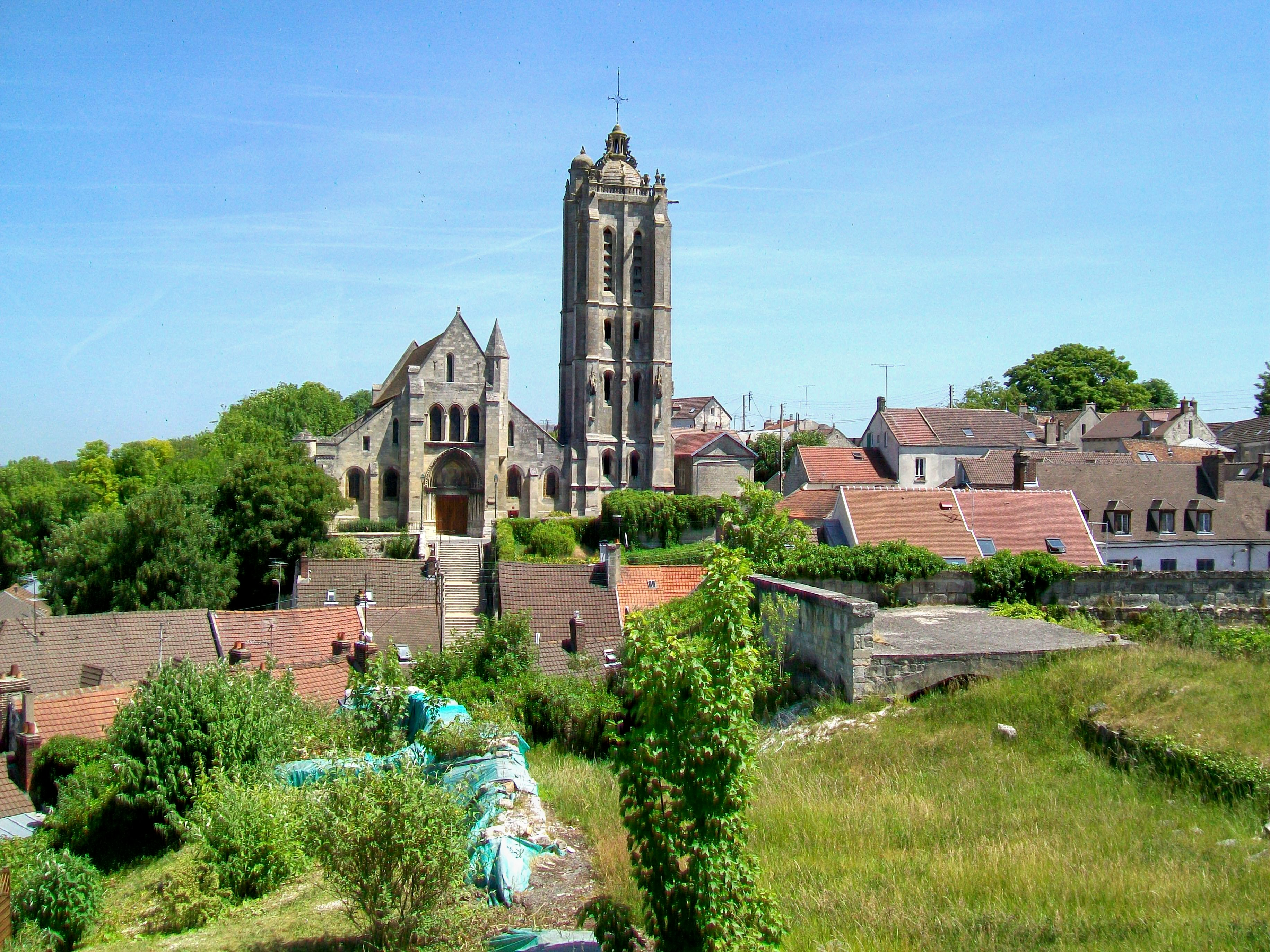
Pohled z hradního návrší
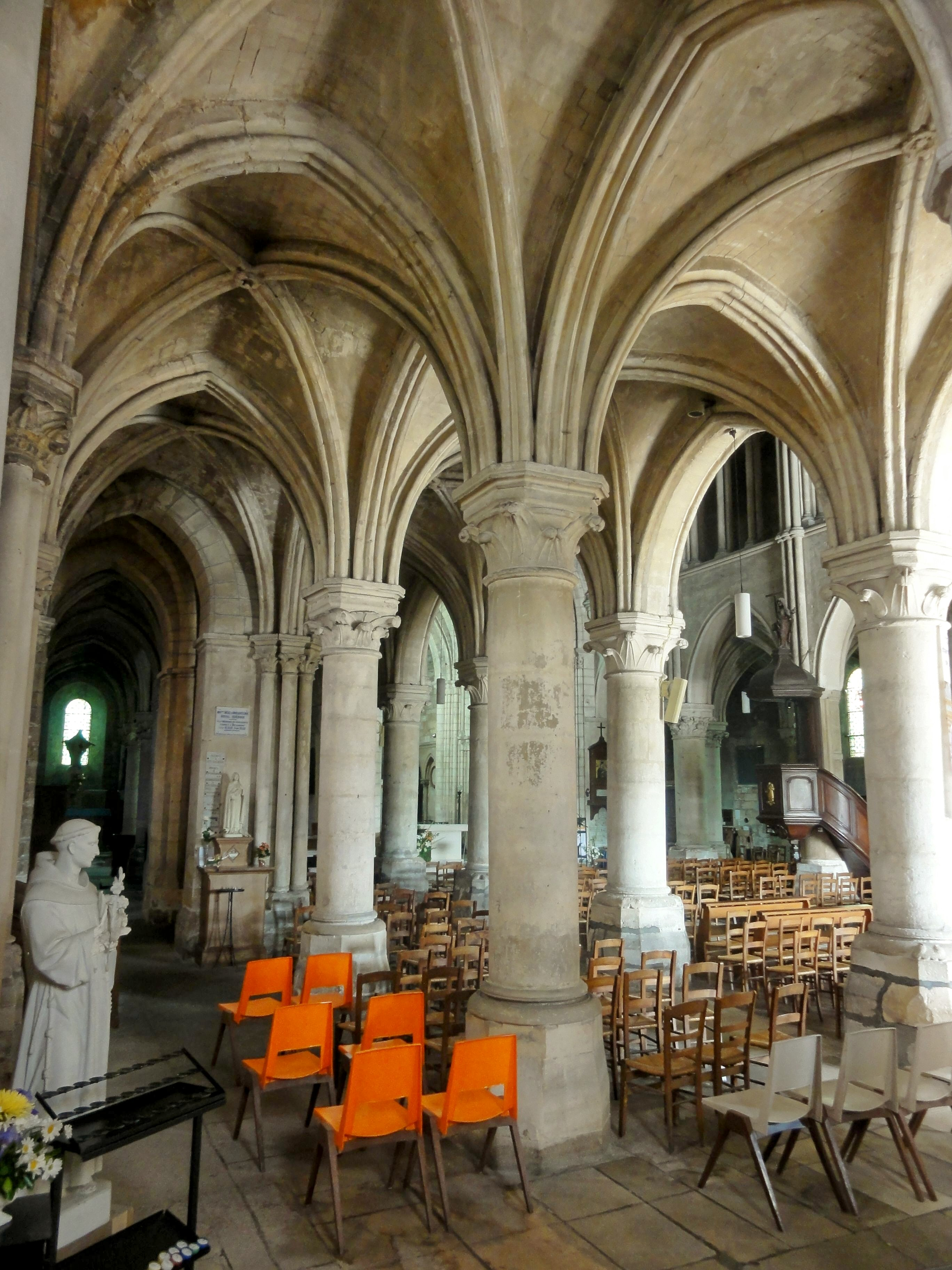
Interiér, boční lodi

## Vývoj počtu obyvatel
Počet obyvatel